# Dorian Demarcq
Dorian Demarcq est un artiste pluridisciplinaire français. Il est facteur de géants, il les imagine, fabrique et restaure. 
Il fonde en 2000 l'Atelier des Géants, basé à Ronchin, dans le département du Nord et travaille régulièrement avec la couturière Nicole Cugny.

## Créations de géants
Les géants créés dans l'Atelier des Géants de Dorian Demarcq sont dotés d'une structure interne en bois et osier, leurs têtes et mains sont réalisées en papier/carton mâché. Ses créations ont pour vocation d'être portées, comme le veut la tradition des géants du Nord, néanmoins, des roulettes sont fréquemment installées à la base du panier. Quand ce n'est pas le cas, le géant est porté par une personne à l'aide de deux parallèles placées au niveau des épaules.

## Liste des géants réalisés par Dorian Demarcq
| Année de présentation du géant | Localité                             | Nom du géant                                           | Éléments réalisés               | Informations supplémentaires | Photo |
| ------------------------------ | ------------------------------------ | ------------------------------------------------------ | ------------------------------- | --- | ----- |
| 1999                           | Cantin                               | Adèle Brissez                                          | Sculpture                       | Seconde version d'une géante initialement créée en 1996                                                                                          |       |
| 2002                           | Lens                                 | Ch'Meneu,                                              | Structure en osier et sculpture | Géant créé en collaboration avec Stéphane Deleurence                                                                                             |       |
| 2002                           | Erre                                 | Gaspard le Chat                                        | Structure en osier et sculpture | |       |
| 2002                           | Cantin                               | Gayantin                                               | Structure en osier et sculpture | Seconde version d'un géant initialement créé en 1986                                                                                             |       |
| 2003                           | Boulogne-sur-Mer                     | Batisse et Zabelle                                     | Structure en osier et sculpture | Nouvelles versions de géants créés en 1956 par Maurice Deschodt et son épouse                                                                    |       |
| 2003                           | Croix                                | Gilles de Croix et Mathilde                            | Structure en osier et sculpture | Nouvelle version d'un géant initialement créé en 1931, création de son épouse                                                                    |       |
| 2004                           | Lille                                | Narcisse le P'tit Quinquin                             | Structure en osier et sculpture | |       |
| 2004                           | Trith-Saint-Léger                    | Mononque Hubert                                        | Structure en osier et sculpture | Nouvelle version d'un géant initialement créé en 1949                                                                                            |       |
| 2004                           | Compiègne                            | Langlois, Lansquenet et Flandrin                       | Structure en osier et sculpture | Géants créés en collaboration avec Stéphane Deleurence                                                                                           |       |
| 2005                           | Attiches                             | Gauthier et Éleyne                                     | Structure en osier et sculpture | |       |
| 2006                           | Calais                               | Gustave le Jardinier                                   | Structure en osier et sculpture | |       |
| 2006                           | Seclin                               | Harengus Junior                                        | Structure en osier et sculpture | |       |
| 2006                           | Gravelines (Petit-Fort-Philippe)     | Valentine la Pêcheuse de Crevettes                     | Structure en osier et sculpture | |       |
| 2007                           | Hem                                  | Gustave le Teinturier et Augustine                     | Structure en osier et sculpture | Nouvelles versions de géants initialement créés respectivement en 1955 et 1994                                                                   |       |
| 2007                           | Lille                                | Cordéonneux                                            | Structure en osier et sculpture | |       |
| 2010                           | Herchies                             | Biritt' d'Ercies                                       | Structure en osier et sculpture | |       |
| 2011                           | Esquerchin                           | Roselyne et Kévin                                      | Structure en osier et sculpture | Géants originaires du Faubourg de Béthune à Douai, aujourd'hui basés à Esquerchin                                                                |       |
| 2012                           | Sin-le-Noble                         | Jeannot l'Apprenti                                     | Structure en osier et sculpture | |       |
| 2012                           | Lille (Wazemmes)                     | Voila'Zier                                             | Structure en osier et sculpture | |       |
| 2013                           | Peuplingues                          | Adrien Lamiable                                        | Structure en osier et sculpture | |       |
| 2013                           | Dechy                                | Caquette la Fermière                                   | Structure en osier et sculpture | |       |
| 2013                           | Roubaix                              | Miss Burqa                                             | Structure en osier et sculpture | Géante portant la burqa, touchée par une forte polémique et n'ayant donc jamais été dévoilée en public. Elle n'existe plus de nos jours.         |       |
| 2014                           | Desvres                              | Benoît et Catherine                                    | Structure en osier et sculpture | |       |
| 2014                           | Bouvines                             | Philippe Auguste                                       | Structure en osier et sculpture | Géant géré par Les Amis des Géants de Lille |       |
| 2014                           | Chambly                              | Saint Louis                                            | Structure en osier et sculpture | |       |
| 2015                           | Hellemmes-Lille                      | Le Dragon Dhø                                          | Structure en osier et sculpture | Géant détruit par les flammes en juin 2023, dans le cadre des émeutes consécutives à la mort de Nahel Merzouk                                    |       |
| 2015                           | Boulogne-sur-Mer                     | Ti Pierre                                              | Structure en osier et sculpture | |       |
| 2016                           | Auberchicourt                        | Aubert le Loup                                         | Structure en osier et sculpture | |       |
| 2016                           | Lens                                 | Taradéruze et Rosalie Tata                             | Structure en osier et sculpture | Nouvelles versions de géants initialement créés en 1956                                                                                          |       |
| 2017                           | Chambly                              | Blanche de Castille et Pierre le Hideux                | Structure en osier et sculpture | |       |
| 2017                           | Blaringhem                           | Alicia Princesse des Anges                             | Structure en osier et sculpture | |       |
| 2017                           | Ronchin                              | Aliana                                                 | Structure en osier et sculpture | Géante créée en collaboration avec le conseil municipal des jeunes                                                                               |       |
| 2017                           | Villaines-les-Rochers                | Toutanosier Ier                                        |                                 | Géant créé pour et en collaboration avec la Confrérie du Noble Osier                                                                             |       |
| 2017                           | Divion                               | Tata Freda                                             | Structure en osier et sculpture | |       |
| 2018                           | La Bouverie (La Fabrique de Théâtre) | Gemellis                                               | Structure en osier et sculpture | |       |
| 2018                           | Escaudain                            | Pierre Gaillette                                       | Structure en osier et sculpture | Nouvelle version d'un géant initialement créé en 2002                                                                                            |       |
| 2018                           | Lens                                 | Sainte Barbe                                           | Structure en osier et sculpture | |       |
| 2018                           | Vitré                                | Pierre-Olivier Malherbe                                | Structure en osier et sculpture | |       |
| 2019                           | Sailly-lez-Lannoy                    | Jean Gab'Lou                                           | Structure en osier et sculpture | |       |
| 2019                           | Tournai                              | Clovis                                                 | Mains et tête                   | Géant créé en collaboration avec le vannier lessinois Ludovic Tilly                                                                              |       |
| 2019                           | Herzeele                             | Paul le Torréfacteur Aventurier et Mania l'Éthiopienne | Structure en osier et sculpture | |       |
| 2021                           | Oxelaëre                             | Fiacre le Jardinier                                    | Structure en osier et sculpture | Nouvelle version d'un géant initialement créé en 1985 et actif jusqu'en 2015                                                                     |       |
| 2022                           | Trélon                               | Pansard                                                | Structure en osier et sculpture | |       |
| 2022                           | La Bassée                            | Bassus et Basséa                                       | Structure en osier et sculpture | Nouvelles versions des géants de La Bassée |       |
| 2022                           | Tournai (Maison de la Marionnette)   | Hélène Dutrieu                                         | Structure en osier et sculpture | |       |
| 2022                           | Lens (Louvre-Lens)                   | Le P'tit Scribe                                        | Structure en osier et sculpture | |       |
| 2022                           | Wahagnies                            | Céline                                                 | Structure en osier et sculpture | Nouvelle version d'une géante initialement créée en 1999                                                                                         |       |
| 2022                           | Cysoing (école Yann Arthus Bertrand) | Jean Tie                                               | Structure en osier et sculpture | |       |
| 2023                           | Lens (Louvre-Lens)                   | Pazuzu                                                 | Structure en osier et sculpture | |       |
| 2024                           | Lewarde (Centre historique minier)   | Léon                                                   | Structure en osier et sculpture | |       |
| 2024                           | Neuville-en-Ferrain                  | Mélodie                                                | Structure en osier et sculpture | |       |
| 2024                           | Marcq-en-Barœul                      | Pamela Palmée et Didier Canoë                          | Structure en osier et sculpture | Géants créés dans le contexte du passage de la flamme des Jeux Olympiques de Paris 2024 dans le Nord, sponsorisé par la Banque populaire du Nord |       |
| 2024                           | Rubrouck                             | Guillaume de Rubrouck                                  | Structure en osier et sculpture | Seconde version d'un géant initialement créé en 1994                                                                                             |       |
| 2024 (baptisée en 2025)        | La Gorgue                            | Mina des Dix Cailloux                                  | Structure en osier et sculpture | |       |
| 2025                           | Wahagnies                            | Jean Badoulet                                          | Structure en osier et sculpture | Seconde version d'un géant initialement créé en 1999 par l'école Jules Ferry                                                                     |       |
| 2025                           | La Bassée                            | Maurice le Castroleux                                  | Structure en osier et sculpture | |       |

## Liste non exhaustive des restaurations et créations effectuées par Dorian Demarcq
| Année | Localité                                   | Géant(s) concerné(s)                                                     | Elément(s) restauré(s) ou créé(s)                         | Informations supplémentaires                     |
| ----- | ------------------------------------------ | ------------------------------------------------------------------------ | --------------------------------------------------------- | ------------------------------------------------ |
| 2010  | Nivelles                                   | L'Argayon et L'Argayonne                                                 |                                                           |                                                  |
| 2013  | Tourcoing                                  | Pierre de Guethem                                                        | Restauration complète                                     |                                                  |
| 2014  | Lille (Wazemmes)                           | Voila'Zier                                                               |                                                           |                                                  |
| 2015  | Châtelet                                   | Pierre Paulus                                                            | Création d'une structure en osier                         | En remplacement d'une structure de type catalane |
| 2017  | Jemappes                                   | Dominique et Dominica                                                    | Création de nouvelles structures en osier                 |                                                  |
| 2017  | Bouvines                                   | Philippe Auguste                                                         |                                                           |                                                  |
| 2017  | Marquette-lez-Lille                        | Jeanne de Flandre                                                        |                                                           |                                                  |
| 2017  | Gravelines                                 | L'Islandais                                                              |                                                           |                                                  |
| 2018  | Ath (Ducasse)                              | Cheval Bayard                                                            | Restauration de la structure                              |                                                  |
| 2018  | Ath (Faubourg de Mons)                     | Le Baudet                                                                |                                                           |                                                  |
| 2018  | Douai (Faubourg de Béthune)                | Roselyne                                                                 |                                                           | Géante aujourd'hui basée à Esquerchin            |
| 2018  | Templemars                                 | Charlemagne le Roi des Noiroux                                           |                                                           |                                                  |
| 2019  | Wahagnies                                  | Isabelle                                                                 | Restauration et création d'un panier en osier             |                                                  |
| 2021  | Jemappes                                   | Dominicus                                                                | Restauration et création d'une nouvelle structure d'osier |                                                  |
| 2022  | Le Mans                                    | Tiote Léa                                                                |                                                           |                                                  |
| 2023  | Boeschepe                                  | Jérôme le Meunier                                                        |                                                           |                                                  |
| 2023  | Pont-sur-Sambre                            | Jean-Jean                                                                |                                                           |                                                  |
| 2023  | Boulogne-sur-Mer                           | Zabelle                                                                  |                                                           |                                                  |
| 2023  | Crespin                                    | Alexandre le Meunier                                                     |                                                           |                                                  |
| 2023  | Lens                                       | Rosalie Tata                                                             | Restauration de la structure en osier                     | Géante qu'il a lui même recréée en 2016          |
| 2023  | Avesnes-sur-Helpe                          | Wédric le Barbu                                                          |                                                           |                                                  |
| 2024  | Bruay-la-Buissière (Cité des Électriciens) | Mireille                                                                 | Restauration de la structure en osier                     |                                                  |
| 2024  | Hem                                        | Gustave le Teinturier et Augustine                                       |                                                           | Géants qu'il a lui même recréés en 2007          |
| 2024  | Lens                                       | Ch'Meneu                                                                 |                                                           | Géant qu'il a lui même créé en 2022              |
| 2024  | Basècles                                   | El Crocheu                                                               |                                                           |                                                  |
| 2025  | Douvrin                                    | Nicolas l'Buveux d'Guinsse, Tiote Florine et Catherine l'Fumeuse de Pipe |                                                           |                                                  |
| 2025  | Somain                                     | Princesse Gisèle                                                         | Création d"une nouvelle tête                              |                                                  |